# Rosario Gisana

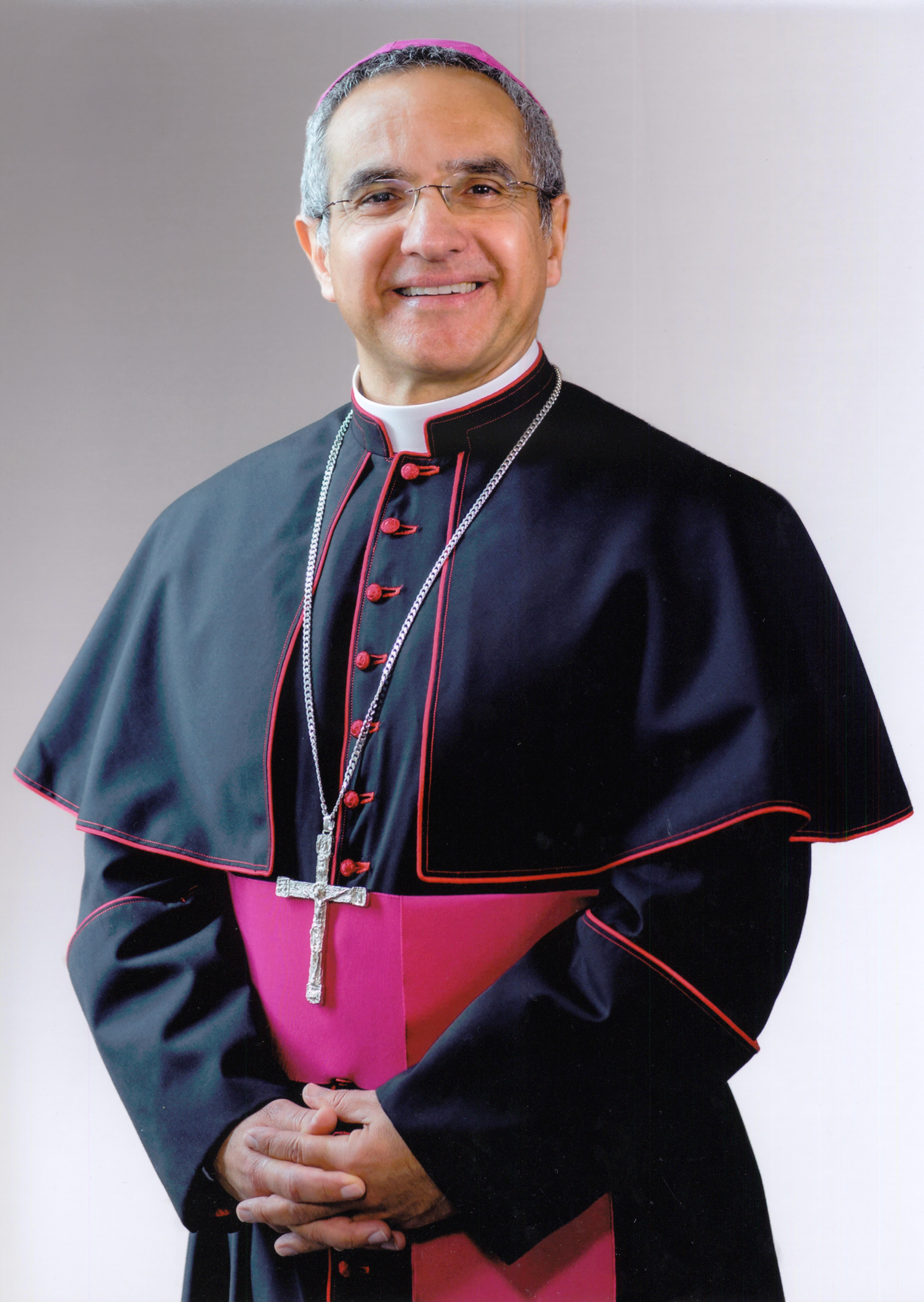
Offizielles Porträt des Bischofs Rosario Gisana

Rosario Gisana (* 14. April 1959 in Modica, Provinz Ragusa, Italien) ist Bischof von Piazza Armerina.

## Leben
Rosario Gisana trat 1970 ins Knabenseminar von Noto ein, studierte ab 1980 am Almo Collegio Capranica in Rom und empfing am 4. Oktober 1986 das Sakrament der Priesterweihe für das Bistum Noto. 1988 wurde er Leiter des Jugendpastoralrats, ehe er 1990 Rektor des Priesterseminars von Noto wurde, was er bis 2009 blieb. Nach einer kurzen Tätigkeit in der römischen Gemeinde San Gregorio Barbarigo kehrte Gisana 2010 nach Noto zurück und wurde bischöflicher Vikar für Pastoral.

Wappen von Rosario Gisana

Am 27. Februar 2014 ernannte ihn Papst Franziskus zum Bischof von Piazza Armerina. Der Bischof von Noto, Antonio Staglianò, spendete ihm am 5. April desselben Jahres die Bischofsweihe; Mitkonsekratoren waren der Erzbischof von Monreale, Michele Pennisi, und der emeritierte Regent der Präfektur des Päpstlichen Hauses, Kurienbischof Paolo De Nicolò.